# Фарьорци
Фарьорци (ферьорци; самоназвание: Føroyingar) се наричат жителите на Фарьорските острови (1398,8 км²), намиращи се в северната част на Атлантическия океан.
Говорят фарьорски език, изповядват протестантското християнство. Фарьорците наброяват около 45 000 души.
Политически принадлежат към жителите на Кралство Дания. Потомци на фарьорци и носители на фарьорската култура има още в Дания, Исландия, Норвегия и Великобритания. Общият им брой е 20 000 – 30 000, от които около 21 687 души са в Дания.